# Boarmia miscellaria
Boarmia miscellaria är en fjärilsart som beskrevs av Achille Guenée 1858. Boarmia miscellaria ingår i släktet Boarmia och familjen mätare. Inga underarter finns listade i Catalogue of Life.